# Johann-Georg Richert
Johann-Georg Richert (* 14. April 1890 in Liebau in Schlesien, Kreis Landeshut i. Schles., Provinz Schlesien; † 30. Januar 1946 in Minsk) war ein deutscher Generalleutnant der Wehrmacht im Zweiten Weltkrieg.

## Leben
Richert trat im Herbst 1909 als Fahnenjunker in das Infanterie-Regiment „Graf Dönhoff“ (7. Ostpreußisches) Nr. 44 der Preußischen Armee ein und avancierte im März 1911 zum Leutnant. Er nahm am Ersten Weltkrieg teil, wurde mit beiden Klassen des Eisernen Kreuzes ausgezeichnet und nach dem Krieg in die Reichswehr übernommen.
Bis Mitte 1938 stieg Richert zum Oberst auf und war im November 1938 im Stab des Infanterie-Regiments 50 in Landsberg an der Warthe tätig. 1939 wurde er Kommandeur des Infanterie-Regiments 23 bei der 11. Infanterie-Division. Mit dem Regiment kämpfte er nach Beginn des Überfalls auf die Sowjetunion in Nordrussland an der Wolchow. Am 1. Dezember 1941 wurde ihm das Deutsche Kreuz in Gold verliehen. Im April 1942 erhielt er die Beförderung zum Generalmajor und war anschließend von Juni 1942 bis November 1943 als Nachfolger von Kurt Müller Kommandeur der 286. Sicherungs-Division. In dieser Position wurde er am 1. März 1943 zum Generalleutnant befördert. Anschließend diente er mit Unterbrechung von April bis Mai 1944, vertreten durch Gustav Gihr, bis Kriegsende als Kommandeur der 35. Infanterie-Division. Die Division kämpfte unter seiner Führung in der Sowjetunion und war in die Operation Bagration eingebunden. Für seine Divisionsführung im Raum Mogilew erhielt er Ende 1944 das Eichenlaub zum Ritterkreuz des Eisernen Kreuzes (623. Verleihung) verliehen. Gegen Ende des Krieges nahm er mit der Division an der Schlacht um Ostpreußen teil.
Richert nahm 1942/43 als Kommandeur der 286. Sicherungs-Division an mehreren Operation gegen Partisanen teil, bei denen Zivilisten ermordet wurden. Anfang März 1944 trieb Richerts der 9. Armee des Generals der Panzertruppe Josef Harpe unterstellte 35. Infanterie-Division zusammen mit dem Sonderkommando 7a der SS-Einsatzgruppe B mindestens 40.000 weißrussische Zivilisten in die improvisierten Lager des Todeslagers Osaritschi. Nachdem er bei Kriegsende in sowjetische Gefangenschaft geraten war, wurde Richert im Januar 1946 mit weiteren Angeklagten im Minsker Prozess durch ein sowjetisches Militärtribunal aufgrund von Kriegsverbrechen zum Tode durch den Strang verurteilt. Gerade weil die sowjetischen Kriegsverbrecherprozesse als Teile der sowjetischen Rechtsprechung nicht liberalen westlichen Rechtsauffassungen entsprachen, erscheint es – so der Osteuropahistoriker Hans-Heinrich Nolte – bemerkenswert, dass Richert ausschließlich wegen seiner Mitverantwortung für den Tod Tausender Menschen in den Lagern von Osaritschi verurteilt wurde, während die von der Anklage erhobenen Vorwürfe der Mitverantwortung für „bewusst biologische Kriegführung“ mittels systematischer herbeigeführter Typhusansteckungen im Urteil nicht bestätigt wurden.
Richert wurde gemeinsam mit 13 anderen Verurteilten, darunter Generalmajor Gottfried von Erdmannsdorff, am 30. Januar 1946 vor mehr als 100 000 Menschen auf der Pferde-Rennbahn von Minsk gehängt.